# Igreja da Memória
Az Igreja da Memória, (magyarul: Emlékezet temploma) Portugáliában, Lisszabon kerületben, a Grande Lisboa szubrégióban, Lisszabonban, a portugál főváros szűkebb vonzáskörzetének, Ajuda elnevezésű részén található. A templom alsó részében kialakított mauzóleumban vannak elhelyezve Sebastião José de Carvalho e Melo, Pombal első márkijának hamvai. Az Emlékezet temploma szerepel a Portugália Nemzeti Emlékhelyeinek listáján.
A templom építését 1760 májusában kezdték, majd 1760. szeptember 3-án tartották a megnyitó ünnepséget. A templomot annak a tiszteletére emelték, hogy itt sikerült megakadályozni az I. József portugál király ellen 1758-ban megkísérelt merényletet. 
A templomot az olasz építész, Giovanni Carlo Galli a Bibbiena (1717-1760) tervei alapján építették. 

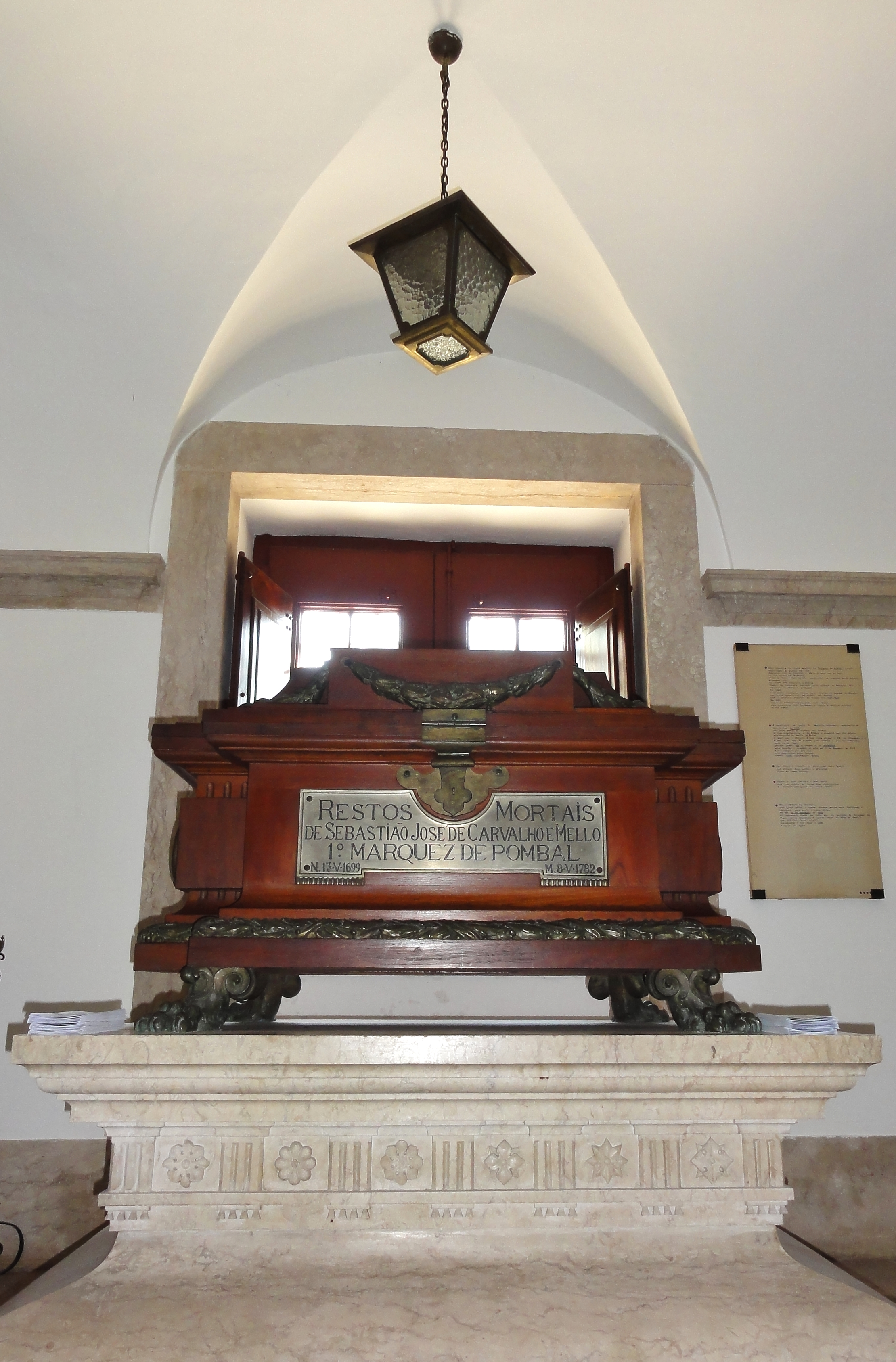
A templom alsó részében kialakított mauzóleum

## Fordítás
Ez a szócikk részben vagy egészben  az   Igreja da Memória című angol Wikipédia-szócikk ezen változatának fordításán alapul.  Az eredeti cikk szerkesztőit annak laptörténete sorolja fel. Ez a jelzés csupán a megfogalmazás eredetét és a szerzői jogokat jelzi, nem szolgál a cikkben szereplő információk forrásmegjelöléseként.
Ez a szócikk részben vagy egészben  az   Igreja da Memória című portugál Wikipédia-szócikk ezen változatának fordításán alapul.  Az eredeti cikk szerkesztőit annak laptörténete sorolja fel. Ez a jelzés csupán a megfogalmazás eredetét és a szerzői jogokat jelzi, nem szolgál a cikkben szereplő információk forrásmegjelöléseként.

## Külső hivatkozások
- Az Emlékezet temploma